# Дорайрадж, Лоуренс Пиус
Лоуренс Пиус Дорайрадж (14.06.1954 г., Ченнаи, Индия) — католический епископ, титулярный епископ Абсасаллы и вспомогательный епископ архиепархии Мадраса и Мелапора с 28 ноября 1998 года по 13 января 2012 год, епископ епархии Дхармапури с 13 января 2012 года.

## Биография
Лоуренс Пиус Дорайрадж родился 14 июня 1954 года в городе Ченнаи, Индия. 28 декабря 1981 года был рукоположён в священника.
28 ноября 1998 года Римский папа Иоанн Павел II назначил Лоуренса Пиуса Дорайраджа титулярным епископом Абсасаллы и вспомогательным епископом архиепархии Мадраса и Мелапора. 21 февраля 1999 года состоялось рукоположение Лоуренса Пиуса Дорайраджа в епископа.
13 января 2012 года Римский папа Бенедикт XV назначил Лоуренса Пиуса Дорайраджа епископом Дхармапури.